# Agapetus jiriensis
Agapetus jiriensis är en nattsländeart som beskrevs av Malicky 1995. Agapetus jiriensis ingår i släktet Agapetus och familjen stenhusnattsländor. Inga underarter finns listade i Catalogue of Life.